# Simón ben Boethus
Simon hijo de Boethus (también conocido como Simon hijo de Boëthus, Simeon ben Boethus o Shimon ben Boethus, en hebreo: שמעון בן ביתוס‎) fue un sumo sacerdote judío (ca. 23– 4 a. C.) en el siglo I a. C y suegro de Herodes I el Grande. Su familia puede conectarse con la fuente de la escuela del Boethusianos
Simón provenía de los Boethusianos, originarios de Alejandría en Egipto.
Sucedió a Joshua ben Fabus, y fue cesado por Herodes cuando su hija, Mariamne II estuvo implicada en el complot de Antípater contra su marido en 4 a. C. Como resultado, Herodes se divorció y quitó a su padre (Simón Boethus) como sumo sacerdote.  El nieto de Simón,  Herodes II, fue sacado de la línea de sucesión en el testamento de Herodes.